# استجابة الاتحاد الأوروبي لأزمة المهاجرين عام 2015
ركزت استجابة الاتحاد الأوروبي لأزمة المهاجرين في عام 2015 على كيفية تنظيم البلدان للجهود في الاستجابة لأزمة المهاجرين الأوروبية في عام 2015 على مستوى الاتحاد الأوروبي. وفي مايو/أيار 2015، اقترحت المفوضية الأوروبية توزيع اللاجئين القادمين على أساس الناتج المحلي الإجمالي وعدد السكان. وأثار هذا الاقتراح انقساما بين سلوفاكيا والمجر ورومانيا وجمهورية التشيك حيث رفضت كل منها استقبال أي لاجئين. ثم دعت بعض الدول القومية الاتحاد الأوروبي إلى خفض التمويل للدول الأعضاء التي لا تريد تقاسم الأعباء ولا تشارك «القيم... تحتاج إلى البدء في طرح الأسئلة على نفسها حول مكانها في الاتحاد الأوروبي». لقد باءت هذه المحاولة لبناء التحالف بالفشل، وشرعت المفوضية الأوروبية في تعزيز الأنظمة القائمة مثل نظام اللجوء الأوروبي المشترك، وإصلاح لائحة دبلن ومركزية عملية اللجوء. وكانت هناك أيضًا تحديات للحدود الأوروبية جاءت من البحر الأبيض المتوسط ؛ وردًا على ذلك، انخرطت وكالة الحدود وخفر السواحل الأوروبية في عملية جديدة تسمى عملية تريتون.
وعلى الصعيد السياسي، كان هناك نقاش حول الحد من قبول اللاجئين ونقاش عام حول سلامة الحدود والأعمال غير القانونية. كما تم إصلاح سياسات الهجرة ومناقشتها على مستوى الاتحاد الأوروبي مثل قمة فاليتا بشأن الهجرة والتي أسفرت عن إنشاء صندوق الطوارئ على المستوى الأوروبي.

## المواقف السياسية
طوال الأزمة كانت آراء الدول الأعضاء منقسمة إلى حد كبير. اعتبرت المستشارة الألمانية أنجيلا ميركل أن الافتقار إلى التعاون يعرض مبدأ حرية التنقل الأساسي في الاتحاد الأوروبي ومنطقة شنغن للخطر. وقد ردد رئيس الوزراء الإيطالي ماتيو رينزي هذا الرأي. كما أعربت تيريزا ماي عن استعدادها للترحيب بالمهاجرين. كما أشار الرئيس الفرنسي مانويل فالس إلى الحاجة إلى التعاون بين المفوضية الأوروبية والدول الأعضاء والدول المرشحة.
ومع ذلك، وعلى الرغم من تصريحات التعاون، فإن الاختلاف في نهج الدول الأعضاء أصبح واضحًا عندما انتقد الرئيس الفرنسي السابق نيكولا ساركوزي خطة الاتحاد الأوروبي بشأن المهاجرين  وكذلك سياسة الترحيب بالمهاجرين، مما يشير إلى الخوف من أن ينتهي الأمر بالمهاجرين في فرنسا بسبب حرية التنقل والرعاية الاجتماعية القوية. وتضمنت حلوله إصلاح منطقة شنغن. وهذا يختلف عن السياسة الألمانية التي كانت مرحبة للغاية بالمهاجرين.
وعلى مستوى البرلمان الأوروبي، أشار سيرجي ستانيشيف رئيس حزب الاشتراكيين الأوروبيين إلى الحاجة إلى آلية أوروبية لتوزيع المهاجرين.

## محاولات الإصلاح
وقد قدمت اللجنة مقترحات مختلفة. واقترحت مقترحات شهري مايو/أيار وسبتمبر/أيلول 2015 حصة إعادة التوزيع. في أبريل/نيسان 2015، أعدوا خطة من 10 نقاط رداً على حادث غرق السفينة المميت الذي وقع في 19 أبريل/نيسان. وفي يونيو/حزيران 2016، أعدت أيضاً خطة إصلاحية لنظام دبلن.

### توزيع طالبي اللجوء بين الدول الأعضاء في الاتحاد الأوروبي
في مايو/أيار 2015، قدمت المفوضية الأوروبية الأجندة الأوروبية بشأن الهجرة. وفيها اقترحوا توزيع اللاجئين من سوريا وإريتريا والعراق على دول الاتحاد الأوروبي على أساس ناتجها المحلي الإجمالي وعدد سكانها.، مع إمكانية إلغاء الاستضافة والمساهمة بالمال بدلاً من ذلك لإعادة التوطين. كانت هذه الخطة مثيرة للجدل ولم يتم تنفيذها في النهاية  لأن قرارات المفوضية الأوروبية تتطلب الإجماع عمومًا.[بحاجة لمصدر]
في سبتمبر 2015، اقترحت المفوضية خطة جديدة لإعادة توزيع 120 ألف لاجئ. وقد ثبت أن الخطة مثيرة للانقسام إلى حد كبير. وكان هناك فرق واضح في الاستجابة بين دول أوروبا الشرقية وأوروبا الغربية. وأعلنت دول شرقية مثل سلوفاكيا والمجر ورومانيا وجمهورية التشيك عن نيتها في تحدي القرار ورفضت قبول أي لاجئين على الإطلاق. بدأ فيكتور أوربان في الادعاء بأن الاتحاد الأوروبي يخطط لإغراق المجر بالمهاجرين. ردد التشيك هذا الشعور السلبي عندما علق وزير الشؤون الأوروبية توماس بروزا بأن الأشخاص الذين تم نقلهم سيغادرون في النهاية بغض النظر عن[بحاجة لمصدر]. وقد انتقد الساسة في أوروبا الغربية، وخاصة من البلدان التي تستقبل أعداداً عالية تاريخياً من اللاجئين، ما اعتبروه تعنتاً من جانب هذه الدول الأعضاء. ودعت برلين الاتحاد الأوروبي إلى خفض التمويل للدول الأعضاء التي عرقلت مبادرات تقاسم الأعباء. أعلن الرئيس الفرنسي هولاند أن «أولئك الذين لا يشاركوننا قيمنا، وأولئك الذين لا يريدون حتى احترام تلك المبادئ، يحتاجون إلى البدء في طرح الأسئلة على أنفسهم حول مكانهم في الاتحاد الأوروبي».
في سبتمبر 2017، رفضت محكمة العدل الأوروبية الدعاوى القانونية التي رفعتها سلوفاكيا والمجر ضد نظام إعادة التوزيع. ومع ذلك، تخلت المفوضية عن الفكرة في عام 2020 في مواجهة المعارضة المستمرة، على الرغم من أن عدة آلاف من اللاجئين انتهى بهم الأمر في النهاية إلى إعادة توطينهم في بلدان راغبة.

### إصلاح لائحة دبلن
تعرضت لائحة دبلن لانتقادات شديدة بسبب تحميلها قدرًا كبيرًا من المسؤولية عن طالبي اللجوء على عاتق الدول الأعضاء الواقعة على الحدود الخارجية للاتحاد الأوروبي (وخاصة إيطاليا واليونان وكرواتيا والمجر)، بدلاً من تقاسم المسؤولية بين دول الاتحاد الأوروبي. في يونيو 2016، اقترحت المفوضية الأوروبية إصلاحات على لائحة دبلن.

### المعالجة المركزية لطلبات اللجوء
في أبريل/نيسان 2015، قدمت المفوضية الأوروبية خطة من عشر نقاط دعت فيها مكتب دعم اللجوء الأوروبي إلى نشر فرق في إيطاليا واليونان لمعالجة طلبات اللجوء. تم اقتراح هذا بهدف القضاء على الحاجة إلى عبور البحر الأبيض المتوسط بشكل خطير. في 12 ديسمبر/كانون الأول 2015، أفادت التقارير أن فرونتكس كانت تحتفظ بنقاط ساخنة مشتركة لطالبي اللجوء والترحيل في ليسبوس، اليونان، منذ أكتوبر/تشرين الأول.

## عمليات الإنقاذ في البحر الأبيض المتوسط
في عام 2014، أنهت إيطاليا عملية بحرنا، وهي عملية بحث وإنقاذ بحرية واسعة النطاق لإنقاذ المهاجرين العالقين في البحر الأبيض المتوسط، قائلة إن التكاليف كانت باهظة للغاية بحيث لا تستطيع دولة واحدة إدارتها بمفردها. طلبت الحكومة الإيطالية أموالاً إضافية من الاتحاد الأوروبي لمواصلة العملية لكنها لم تتلق الدعم الكافي. واستشهدت الحكومة البريطانية بمخاوف من أن العملية كانت عامل جذب غير مقصود، مما شجع المزيد من المهاجرين على محاولة عبور البحر الخطير والمساهمة في حالات الغرق. تولت وكالة حرس الحدود والسواحل الأوروبية عمليات البحث والإنقاذ في جميع أنحاء البحر الأبيض المتوسط تحت اسم عملية تريتون، على الرغم من أن ميزانيتها ومعداتها وتفويضها كانت أكثر محدودية من عملية بحرنا. في 18 مايو 2015، أطلق الاتحاد الأوروبي عملية جديدة مقرها روما، باسم القوة البحرية للاتحاد الأوروبي في البحر المتوسط، تحت قيادة الأدميرال الإيطالي إنريكو كريديندينو، لتحديد السفن التي يستخدمها مهربو المهاجرين والاستيلاء عليها والتخلص منها. وبحلول أبريل/نيسان 2016، نجحت العملية في إنقاذ أكثر من 13 ألف مهاجر في البحر واعتقال 68 مهربًا مشتبهًا به.

### المنظمات غير الحكومية
وكثيراً ما كانت المنظمات غير الحكومية تملأ الفراغ عندما كانت العمليات الإيطالية أو الأوروبية غير كافية لإنقاذ قوارب المهاجرين في البحر الأبيض المتوسط. وقد خشيت بعض السلطات الإيطالية من أن عمليات المنظمات غير الحكومية بدلاً من إنقاذ الأرواح، تشجع المزيد من الناس على استخدام الممر الخطير الذي يسهله المتاجرون بالبشر. في يوليو/تموز 2017، وضعت إيطاليا مدونة سلوك لسفن الإنقاذ التابعة للمنظمات غير الحكومية التي تنقل المهاجرين إلى الموانئ الإيطالية. وتحظر هذه القواعد التنسيق مع المتاجرين بالبشر عبر الإشارات التحذيرية أو الراديو، وتلزم السفن بالسماح بوجود الشرطة على متنها. الأمر الأكثر إثارة للجدل هو أن هذه القوانين منعت أيضًا دخول المياه الإقليمية الليبية ونقل الأشخاص الذين تم إنقاذهم إلى سفن أخرى، مما حد بشدة من عدد الأشخاص الذين يمكن للمنظمات غير الحكومية إنقاذهم. وانتقدت منظمة هيومن رايتس ووتش ومنظمة العفو الدولية مدونة قواعد السلوك، وفي نهاية المطاف أوقفت بعض المنظمات غير الحكومية، بما في ذلك منظمة أطباء بلا حدود، عمليات الإنقاذ. وفي السنوات التي أعقبت تنفيذه، انخفضت عمليات عبور البحر الأبيض المتوسط بشكل كبير، على الرغم من أن درجة تأثر ذلك بقانون المنظمات غير الحكومية لا تزال محل نزاع. وخلصت دراسة أجريت من عام 2014 إلى عام 2019 إلى أن العوامل الخارجية مثل الطقس والاستقرار السياسي في ليبيا ساهمت بشكل أكبر في تدفقات المهاجرين الذين يعبرون البحر الأبيض المتوسط.
في سبتمبر 2016، حصل المتطوعون اليونانيون من «فريق الإنقاذ اليوناني» والناشطة في مجال حقوق الإنسان إفي لاتسودي على جائزة نانسن للاجئين من مفوضية الأمم المتحدة لشؤون اللاجئين «لعملهم التطوعي الدؤوب» في مساعدة اللاجئين على الوصول إلى اليونان خلال أزمة اللاجئين عام 2015.

### حطام السفينة في 19 أبريل
بعد غرق 700 مهاجر إثر غرق سفينة في البحر الأبيض المتوسط في 19 أبريل، دعا زعماء الاتحاد الأوروبي إلى عقد اجتماع طارئ لوزراء الداخلية الأوروبيين. وصف رئيس وزراء مالطا جوزيف موسكات حادث غرق السفينة في 19 أبريل بأنه «أكبر مأساة إنسانية في السنوات الأخيرة». قالت وزيرة الهجرة واللاجئين والاندماج الألمانية أيدان أوز أوز أوز إن مهام الإنقاذ الطارئة في البحر الأبيض المتوسط ينبغي أن تستأنف مع احتمال وصول المزيد من المهاجرين مع تحول الطقس إلى دفئ. وقالت «كان من الوهم الاعتقاد بأن قطع طريق بحرنا سوف يمنع الناس من محاولة القيام بهذه الرحلة الخطيرة عبر البحر الأبيض المتوسط».
كان الاجتماع الروتيني المقرر مسبقًا لوزراء خارجية الاتحاد الأوروبي في اليوم التالي لحادث السفينة يهيمن عليه موضوعات السياسة المتعلقة باللاجئين ومنع وفيات المهاجرين. وفي اليوم نفسه، نشرت المفوضية الأوروبية خطة من عشر نقاط لمعالجة الوفيات في البحر الأبيض المتوسط، والتي ضاعفت حجم وميزانية عملية تريتون ودعت إلى الاستيلاء على قوارب المهربين أو تدميرها. في 23 أبريل/نيسان، عقد زعماء الاتحاد الأوروبي قمة طارئة، حيث وافقوا على مضاعفة ميزانية عملية تريتون إلى ثلاثة أمثالها لتصل إلى 120 مليون يورو. مليون دولار لهذا العام. وقد تعهدت كل من أيرلندا والمملكة المتحدة بإرسال زوارق دورية وطائرات هليكوبتر لجهود الإنقاذ. وانتقدت منظمة العفو الدولية رد الاتحاد الأوروبي ووصفته بأنه «عملية لإنقاذ ماء الوجه وليس إنقاذ حياة»، وقالت إن «الفشل في توسيع المنطقة التشغيلية لعملية تريتون من شأنه أن يقوض التزام اليوم بشكل قاتل». سعى الاتحاد الأوروبي إلى توسيع نطاق عمل قوة الاتحاد الأوروبي البحرية في البحر المتوسط ليشمل الدوريات داخل المياه الليبية من أجل الاستيلاء على السفن التي يستخدمها المهربون هناك والتخلص منها. وكان من المقترح القيام بعمليات برية في ليبيا لتدمير السفن التي يستخدمها المهربون، لكن مثل هذه العملية كانت تحتاج إلى إذن من الأمم المتحدة أو ليبيا.

## الحد من قبول اللاجئين
في شهر نوفمبر/تشرين الثاني 2015، فرضت بعض الدول الأوروبية قيوداً على لم شمل عائلات اللاجئين، وبدأت حملات لثني الناس في جميع أنحاء العالم عن الهجرة إلى أوروبا. كما شجع زعماء الاتحاد الأوروبي بهدوء حكومات البلقان على السماح فقط للمواطنين من البلدان الأكثر تضررا من الحرب (سوريا وأفغانستان والعراق) بالمرور إلى الاتحاد الأوروبي.
طوال الأزمة، شهدت العديد من البلدان نقاشات عامة حول ما إذا كان ينبغي الحد من عدد طلبات اللجوء التي ستقبلها. وزعم المؤيدون أن مثل هذه التدابير ضرورية لأن أي دولة لا تملك القدرة على استيعاب أعداد غير محدودة من اللاجئين، وأن الحد من تدفقات اللاجئين من شأنه أن يمنح الدول مساحة للتعامل مع التدفق بشكل سليم. وزعم المعارضون، وأبرزهم المستشارة الألمانية أنجيلا ميركل، أن الحد من أعداد اللاجئين من شأنه أن يقوض مبدأ اللجوء، ويخالف القوانين الوطنية أو الدولية ، وأن يكون غير قابل للتنفيذ فعليًا. وأشار آخرون إلى أن أعداد الوافدين كانت صغيرة مقارنة بعدد سكان معظم بلدان الاتحاد الأوروبي. وقد أشار البعض إلى أوجه التشابه بين موجات اللاجئين السابقة، مثل تلك التي حدثت أثناء الحرب العالمية الثانية عندما وضعت العديد من البلدان حدودًا لقبول اللاجئين من أوروبا، وتخلت عن العديد من ضحايا النازية.
ومع ذلك، بدأت عدة بلدان في وضع حدود قصوى لعدد طلبات اللجوء التي ستعالجها سنويا. في يناير 2016، أعلنت النمسا عن حد أقصى يبلغ 37،500 في كل من السنوات الأربع التالية  ثم تم تخفيضه مؤقتًا إلى 80 يوميًا. في عام 2018، حددت ألمانيا «هدفًا» بعدم تجاوز صافي استقبال 220 ألفًا سنويًا. كما أوقفت ألمانيا أيضًا عمليات لم شمل الأسرة للمستفيدين من «الحماية الفرعية» من عام 2016 إلى عام 2018. وقد فعلت السويد نفس الشيء بالنسبة لجميع اللاجئين من عام 2016 إلى عام 2019.
وفي عام 2015 والأعوام التالية، بدأت العديد من الحكومات أيضًا في تصنيف بعض البلدان رسميًا على أنها «آمنة» من أجل تسهيل رفض طلبات اللجوء من تلك البلدان وترحيل الأشخاص منها. تتضمن «قوائم الدول الآمنة» عادةً دول البلقان (كوسوفو، وألبانيا، ومقدونيا الشمالية، والجبل الأسود، وصربيا)، وجورجيا، والمغرب، وتونس. كما قام البعض أيضًا بإدراج أجزاء معينة من البلدان التي مزقتها الحرب مثل العراق أو أفغانستان بشكل مثير للجدل.

## تحسين الرقابة على الحدود الخارجية للاتحاد الأوروبي
وفي نوفمبر/تشرين الثاني 2015، توصل تقرير صادر عن مفتشي الاتحاد الأوروبي إلى أن اليونان فشلت في تحديد هوية الوافدين وتسجيلهم بشكل صحيح. في فبراير/شباط 2016، أعطى الاتحاد الأوروبي اليونان مهلة مدتها ثلاثة أشهر لإصلاح ضوابط حدودها، أو سيتم السماح للدول الأعضاء الأخرى بتمديد ضوابط الحدود إلى اليونان لمدة تصل إلى عامين بدلاً من ستة أشهر القياسية.
في يوليو/تموز 2016، وافق البرلمان الأوروبي والمفوضية على اقتراح لزيادة تمويل ونطاق فرونتكس بشكل دائم، والتي كانت حتى ذلك الحين تقتصر على تنسيق خفر السواحل ودوريات الحدود في بلدان الاتحاد الأوروبي الفردية، وتحويلها إلى وكالة حدود وخفر سواحل حقيقية على مستوى الاتحاد الأوروبي. كانت هذه الخطوة مثيرة للجدل لفترة طويلة بسبب مخاوف تتعلق بالسيادة، حيث تسمح لوكالة فرونتكس بالتدخل في الدول الحدودية حتى لو لم تطلب هذه الدول ذلك.

## ردع مهربي المهاجرين
في فبراير/شباط 2016، أعلن حلف شمال الأطلسي أنه سيقوم بنشر سفن في بحر إيجه لردع المهربين الذين ينقلون المهاجرين من تركيا إلى اليونان. وقال الأمين العام لحلف شمال الأطلسي ينس ستولتنبرج إن المهمة لن تكون «لوقف قوارب اللاجئين أو صدها»، بل لجمع المعلومات الاستخباراتية وتبادلها مع تركيا واليونان، وكلاهما عضو في حلف شمال الأطلسي.

## أسوار الحدود

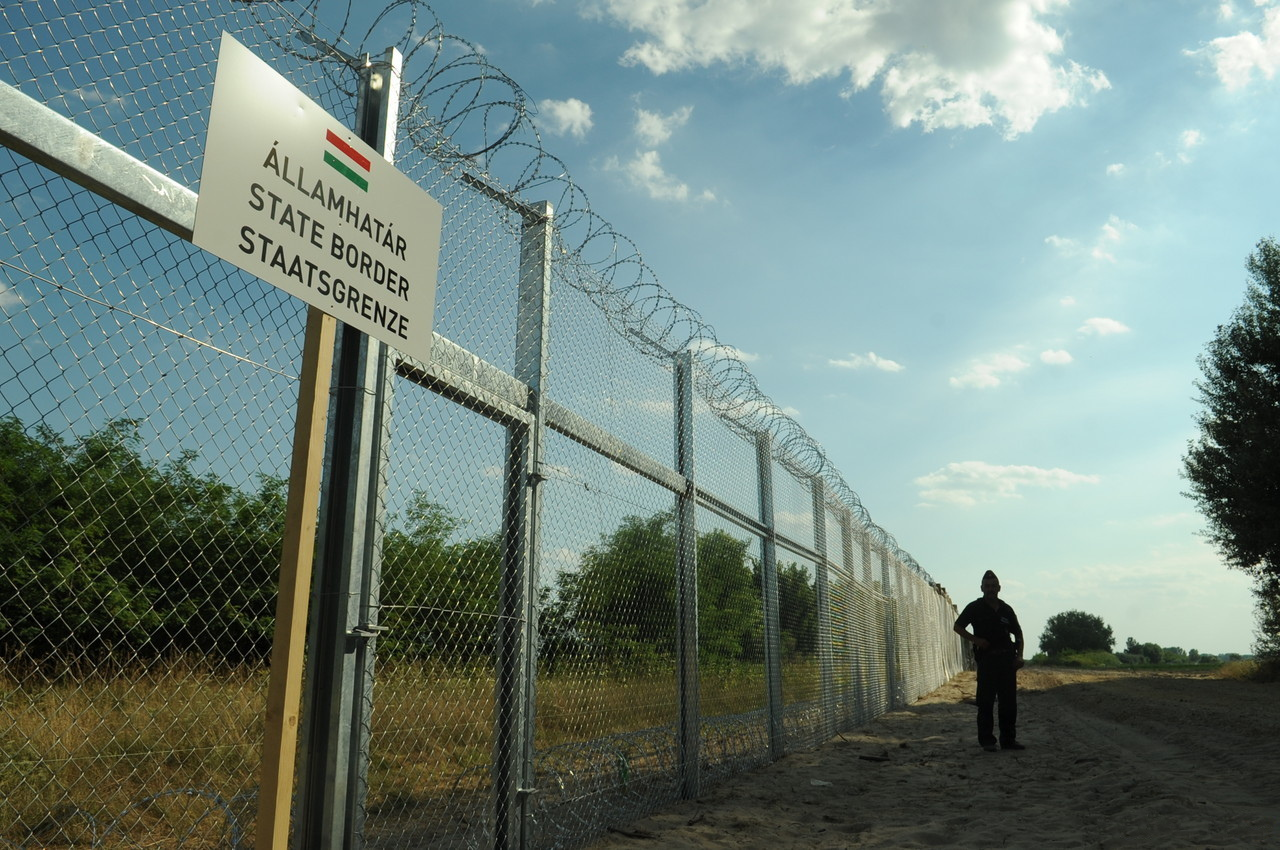
حاجز الحدود المجرية

في أواخر ديسمبر/كانون الأول 2015، أقامت سلوفينيا سياجا من الأسلاك الشائكة على طول مقاطعتي إستريا وجورسكي كوتار على حدودها مع كرواتيا، لمنع المهاجرين واللاجئين من التوجه إلى الأجزاء الشمالية من أوروبا. حذر الصندوق العالمي للطبيعة والسكان المحليون من أن السياج من شأنه أن يهدد الأنواع المهددة بالانقراض التي تتجول في المنطقة، مثل الوشق والدببة البنية، والتي يحميها القانون في كرواتيا.
في 9 مارس 2016، أعلنت الحكومة المجرية حالة الطوارئ في جميع أنحاء البلاد ونشرت 1500 جندي على حدودها. اعتبر بعض المراقبين أن الخطر المفترض المتمثل في زيادة الهجرة هو ذريعة لمركزية السلطة التنفيذية، حيث كانت أعداد المهاجرين قد تراجعت بشكل كبير بالفعل بحلول هذه المرحلة. في أغسطس 2017 تم تمديد حالة الطوارئ حتى مارس 2018.
وفي المجمل، تم تشييد عشرة حواجز حدودية دائمة أو شبه دائمة كاستجابة مباشرة لأزمة اللاجئين:
| تم بناؤه بواسطة  | حدود ل   | تم الإعلان عنه | مكتمل                     | الطول         | المقال الرئيسي             |
| ---------------- | -------- | -------------- | ------------------------- | ------------- | -------------------------- |
| بلغاريا          | تركيا    | يناير 2014     | مايو 2017 (مُخطط)          | كامل (269 كم) | الحدود البلغارية التركية   |
| المجر            | صربيا    | يونيو 2015     | أبريل 2017                | كامل (175 كم) | حاجز الحدود المجرية        |
| المجر            | كرواتيا  | سبتمبر 2015    | أكتوبر 2015               | كامل (150 كم) | حاجز الحدود المجرية        |
| النمسا           | سلوفينيا | أكتوبر 2015    | يناير 2016                | جزئي (3.7 كم) | حاجز الحدود النمساوي       |
| مقدونيا الشمالية | اليونان  | نوفمبر 2015    | ديسمبر 2015               | جزئي (37 كم)  | حاجز حدودي في شمال مقدونيا |
| لاتفيا           | روسيا    | ديسمبر 2015    | 2020 (مُخطط)[بحاجة لتحديث] | جزئي (93 كم)  | —                          |

## سياسات الهجرة

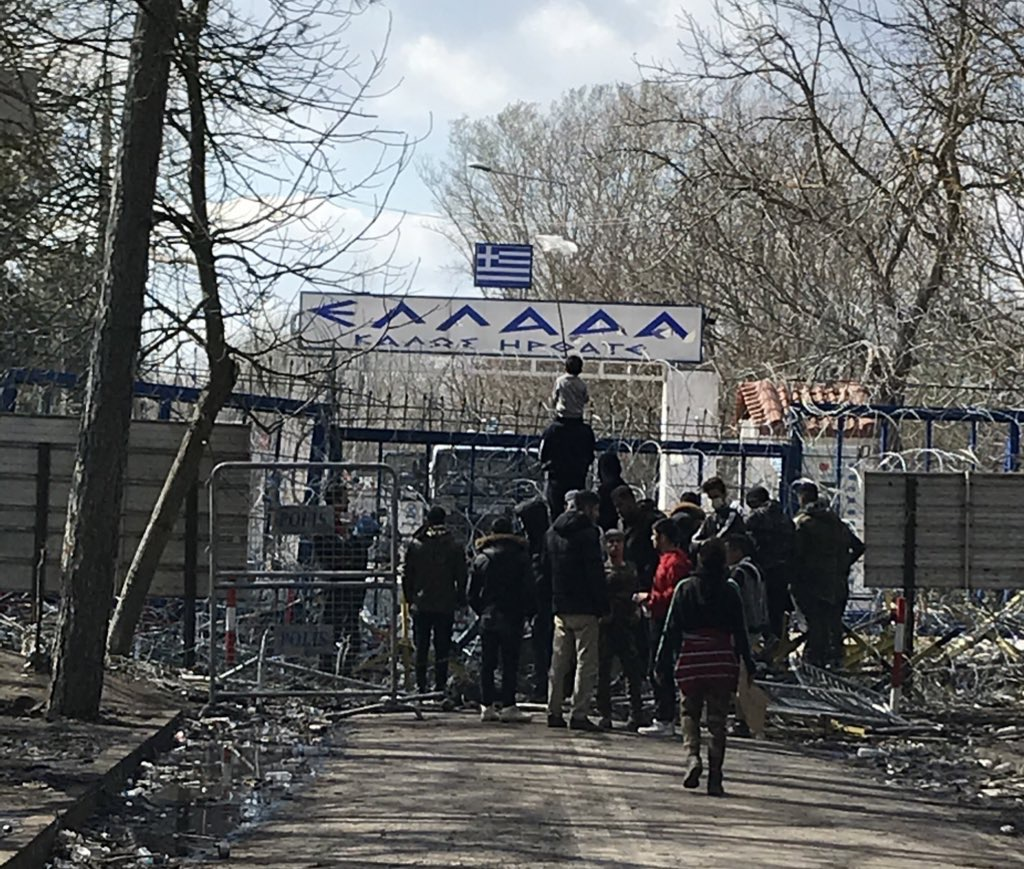
لاجئون يحتجون عند بوابة بازاركول الحدودية على الحدود اليونانية التركية

### مساعدات التنمية
أسفرت قمة فاليتا بشأن الهجرة بين الزعماء الأوروبيين والأفارقة، التي عقدت يومي 11 و12 نوفمبر/تشرين الثاني 2015، عن قيام الاتحاد الأوروبي بإنشاء صندوق ائتماني للطوارئ لخلق فرص العمل في البلدان الأفريقية، وقبول المزيد من الأفارقة في برامج الدراسة إيراسموس بلس، وإنشاء برامج التنمية الإقليمية في أفريقيا، في مقابل قيام البلدان الأفريقية بمكافحة تهريب المهاجرين والاتجار بهم وإعادة قبول المهاجرين الذين لم يحصلوا على حق اللجوء في أوروبا.
على سبيل المثال، أعلنت ألمانيا في عام 2016 عن مساعدات إنمائية جديدة وشراكات أمنية مع النيجر، التي تعمل كدولة عبور للعديد من المهاجرين واللاجئين من أفريقيا جنوب الصحراء الكبرى، وإثيوبيا، التي تستضيف 750 ألف لاجئ من بلدان أخرى.

### إدارة الهجرة
| البلد                                            | اللاجئون (قضية) | التكاليف بالمليون يورو | الحصة (الناتج المحلي الإجمالي) | التكاليف باليورو لكل مواطن/سنة |
| ------------------------------------------------ | --------------- | ---------------------- | ------------------------------ | ------------------------------ |
| السويد                                           | 179،017         | 2،403                  | 0.54%                          | 245.27                         |
| النمسا                                           | 136،208         | 1،566                  | 0.46%                          | 181.91                         |
| ألمانيا                                          | 1،301،068       | 13،309                 | 0.44%                          | 163.48                         |
| سويسرا                                           | 65،164          | 1،156                  | 0.19%                          | 139.45                         |
| النرويج                                          | 33،613          | 645                    | 0.18%                          | 124.19                         |
| لوكسمبورغ                                        | 4،263           | 69                     | 0.13%                          | 120.82                         |
| فنلندا                                           | 37،739          | 447                    | 0.21%                          | 81.53                          |
| الدنمارك                                         | 27،970          | 393                    | 0.15%                          | 69.31                          |
| مالطا                                            | 3،398           | 24                     | 0.28%                          | 56.36                          |
| بلجيكا                                           | 52،700          | 543                    | 0.13%                          | 48.08                          |
| هولندا                                           | 58،517          | 680                    | 0.10%                          | 40.15                          |
| إيطاليا                                          | 197،739         | 2،359                  | 0.14%                          | 38.80                          |
| قبرص                                             | 4،550           | 36                     | 0.21%                          | 30.79                          |
| المجر                                            | 114،365         | 293                    | 0.27%                          | 29.80                          |
| آيسلندا                                          | 850             | 10                     | 0.06%                          | 29.02                          |
| اليونان                                          | 57،521          | 313                    | 0.18%                          | 28.91                          |
| فرنسا                                            | 149،332         | 1،490                  | 0.07%                          | 22.30                          |
| المملكة المتحدة                                  | 81،751          | 1،081                  | 0.04%                          | 16.59                          |
| بلغاريا                                          | 36،194          | 95                     | 0.22%                          | 13.23                          |
| الاتحاد الأوروبي+الرابطة الأوروبية للتجارة الحرة | 2،614،306       | 27،296                 | 0.17%                          | 52.14                          |

يوضح الجدول أعلاه ملخصًا لـ 1.7 مليون طالب لجوء في عام 2015 والذين بلغت تكاليف إعالتهم 18 مليار يورو في عام 2016، مع تكلفة إجمالي حالات اللجوء في عامي 2015 و2016 بلغت 27.3 مليار يورو (27.296 مليون يورو) في عام 2016. ومن الملاحظ أن السويد تتحمل التكلفة الأكبر.
في 15 ديسمبر/كانون الأول 2015، اقترح الاتحاد الأوروبي تولي عمليات الأمن الحدودي والساحلي في نقاط الضغط الرئيسية لدخول المهاجرين من خلال عملية فرونتكس.

موقف الحكومات الوطنية في مجلس العدل والشؤون الداخلية بالاتحاد الأوروبي: الأغلبية تصوت لصالح إعادة توطين 120 ألف لاجئ:
نعم
انسحب
الامتناع عن التصويت
لا
دولة غير تابعة للاتحاد الأوروبي

## جريمة

### الجريمة التي يرتكبها المهاجرون
خلال الفترة التي أعقبت أزمة اللاجئين مباشرة، كانت الجرائم التي يرتكبها المهاجرون تحظى بتغطية إعلامية واسعة النطاق، ويستغلها معارضو الهجرة.
خلال عام 2015، سافر المقاتلون الأجانب الذين انضموا إلى تنظيم الدولة الإسلامية مع تدفق المهاجرين إلى أوروبا. في الفترة من يناير/كانون الثاني 2016 إلى أبريل/نيسان 2017، تورط أربعة من طالبي اللجوء في حوادث إرهابية، لكن لم يتم منح أي منهم وضع اللاجئ. تم تنفيذ معظم الهجمات الإرهابية في أوروبا في تلك الفترة من قبل مواطنين من الدول الأوروبية. في عام 2015، أبلغت السلطات السويدية عن 500 حالة من حالات الاشتباه بارتباطهم بالإرهاب أو مجرمي الحرب إلى جهاز الأمن السويدي. تم رفض طلب عشرين فردًا للجوء في السويد في عام 2015 بسبب الاشتباه في تورطهم في جرائم حرب.
في 13 نوفمبر/تشرين الثاني 2015، فجرت مجموعة من الرجال تضم مواطنين من الاتحاد الأوروبي وغير مواطنين قنابل انتحارية في ملعب لكرة القدم، وأطلقوا النار على مقاهي مزدحمة، واحتجاز قاعة حفلات موسيقية تضم 1500 شخص كرهائن. قُتل 130 شخصًا في الهجمات. وعلى الرغم من أن عدداً قليلاً للغاية من مرتكبي هذه الجريمة جاءوا إلى أوروبا كطالبي لجوء، إلا أن الحدث أثار جدلاً عاماً حول سياسة اللجوء والحاجة إلى تدابير مكافحة الإرهاب. دافع نائب المستشارة الألمانية زيجمار جابرييل عن سياسة ألمانيا والاتحاد الأوروبي تجاه اللاجئين وأشار إلى أن معظم المهاجرين يفرون من الإرهاب.
في عام 2016، تم التعرف على 18 من أصل 31 رجلاً مشتبه بهم في الاعتداءات العنيفة على النساء في كولونيا في ليلة رأس السنة الجديدة كطالبي لجوء، مما دفع المسؤولين الألمان إلى المطالبة بترحيل المجرمين المدانين الذين قد يسعون للحصول على اللجوء؛  وقد أدت هذه الاعتداءات الجنسية إلى موجة جديدة من الاحتجاجات المناهضة للمهاجرين في جميع أنحاء أوروبا.
في 11 يناير 2016، كانت هناك تقارير تفيد بوقوع حوادث تحرش جنسي متعددة في مهرجان نحن ستهلم على مدار عدة سنوات.
في عام 2016، ذكرت صحيفة لا ستامبا الإيطالية اليومية أن مسؤولين من اليوروبول أجروا تحقيقا في تهريب وثائق مزورة لصالح تنظيم الدولة الإسلامية (داعش). تم التعرف على جوازات سفر سورية مزورة في مخيمات اللاجئين في اليونان مخصصة لأعضاء مفترضين من تنظيم داعش لتجنب الأمن اليوناني والوصول إلى أجزاء أخرى من أوروبا. وقال رئيس اليوروبول أيضا إن قوة مهام جديدة مكونة من 200 ضابط مكافحة الإرهاب سيتم نشرها في الجزر اليونانية إلى جانب حرس الحدود اليوناني من أجل مساعدة اليونان على وقف حملة «استراتيجية» يشنها تنظيم الدولة الإسلامية لتسلل الإرهابيين إلى أوروبا.
في أكتوبر/تشرين الأول 2016، أبلغت وزيرة الهجرة الدنماركية إنغر ستويبرغ عن 50 حالة من طالبي اللجوء المتطرفين المشتبه بهم في مراكز اللجوء. وتراوحت هذه التقارير بين متعاطفين بالغين مع تنظيم الدولة الإسلامية يحتفلون بالهجمات الإرهابية إلى أطفال عنيفين يرتدون ملابس مقاتلي تنظيم الدولة الإسلامية لقطع رؤوس الدببة المحشوة. أعربت ستويبرغ عن إحباطها إزاء طالبي اللجوء الذين يفرون من الحرب ظاهريًا ولكنهم يدعمون العنف في الوقت نفسه. وتقوم مراكز اللجوء التي ترصد التطرف بشكل روتيني بإبلاغ الشرطة بنتائجها. وقد تم الإبلاغ عن 50 حادثة في الفترة ما بين 17 نوفمبر 2015 و14 سبتمبر 2016.
في فبراير/شباط 2017، ذكرت صحيفة الجارديان البريطانية أن تنظيم داعش يدفع للمهربين رسومًا تصل إلى 2000 دولار أمريكي لتجنيد أشخاص من مخيمات اللاجئين في الأردن في محاولة يائسة لتطرف الأطفال في صفوف التنظيم. وأشارت التقارير التي أعدتها مؤسسة كويليام البحثية لمكافحة التطرف إلى أن ما يقدر بنحو 88،300 طفل غير مصحوبين بذويهم –والذين تم الإبلاغ عن فقدهم– معرضون لخطر التطرف على يد تنظيم الدولة الإسلامية.
وعلى الرغم من بعض الأحداث البارزة، فإن الأبحاث التي تركز على التأثير الأمني لأزمة الهجرة الأوروبية لم تجد سوى أدلة قليلة على أن تدفقات الهجرة المتزايدة تتوافق في المتوسط مع أعمال الإرهاب. توصل التحليل الإحصائي الذي أجراه جيفري تريستمان وتشارلز جوميز إلى أن «الزيادة في الهجرة لا تتوافق مع زيادة في عدد الحوادث الإرهابية في أوروبا».

### الجريمة ضد المهاجرين
في أكتوبر/تشرين الأول، أحبطت الشرطة الألمانية مخططا للنازيين الجدد لمهاجمة مركز للاجئين بالمتفجرات والسكاكين ومضرب بيسبول ومسدس. تم العثور على مجلات نازية وتذكارات من الرايخ الثالث، وأعلام مزينة بالصلبان المعقوفة المحظورة. وقال المدعي العام إن الهدف كان «إثارة الخوف والرعب بين طالبي اللجوء». وزعم المتهمون أنهم إما أعضاء في حزب الحقوق (بالألمانية: Die Rechte) أو جماعة بيجيدا المناهضة للإسلام (نوغيدا).
في نوفمبر/تشرين الثاني 2016، أصدر المرصد الأورومتوسطي لحقوق الإنسان تقريراً بشأن الوضع الإنساني للمهاجرين إلى اليونان. واستضافت 16،209 مهاجرين على جزيرتها و33،650 مهاجراً على البر الرئيسي، معظمهم من النساء والأطفال. ونتيجة لعدم توفر المياه والرعاية الطبية والحماية الأمنية التي شهدها فريق الرصد الأورومتوسطي، خاصة مع حلول فصل الشتاء، فإنهم معرضون لخطر تدهور حالتهم الصحية بشكل خطير. تم نقل 1500 لاجئ إلى أماكن أخرى منذ أن غمرت الثلوج مخيماتهم، لكن نقل اللاجئين كان يأتي دائمًا بعد فوات الأوان بعد أن عاشوا بدون كهرباء وأجهزة تدفئة لفترة طويلة. وأظهرت الدراسة أن هناك نقصًا في الوصول إلى الخدمات القانونية والحماية للاجئين والمهاجرين في المخيمات؛ ولم تكن هناك ثقة بين السكان ومكاتب الحماية. بالإضافة إلى ذلك، تعرض المهاجرون لهجمات معادية للأجانب بشكل منتظم، والعنف الفاشي، وعمليات التفتيش الإجبارية على أيدي السكان والشرطة، والاحتجاز. شعرت النساء المقيمات في مستوطنات أثينا ومخيمات فاسيليكا وسوفتيكس وديافاتا بالقلق بشأن أطفالهن لأنهم قد يتعرضون للاعتداء الجنسي والاتجار وتعاطي المخدرات. وأدى ذلك إلى قيام بعض اللاجئين والمهاجرين بالانتحار وإحراق الممتلكات والاحتجاج. وأوضح التقرير الصعوبات التي يواجهها اللاجئون عند دخولهم إلى اليونان؛ إذ ظل أكثر من 16 ألف شخص محاصرين في انتظار ترحيلهم على الجزر اليونانية ليسبوس، وخيوس، وساموس، وليروس، وكوس، وهو ما يعادل ضعف قدرة الجزر الخمس.
في نوفمبر 2016، شن مسؤولون أمنيون ألمان حملة صارمة على منظمة سلفية متشددة تطلق على نفسها اسم الدين الحقيقي (بالألمانية: Die Wahre Religion)، والتي كانت تستهدف اللاجئين الوافدين حديثًا.
وبعد سنوات، تم توثيق تقارير عن اعتداء الشرطة الكرواتية جنسياً وتعذيب اللاجئين الذين يمرون عبر البلاد، والتي أبلغ عنها الضحايا على نطاق واسع لكن الحكومة نفتها، بالفيديو. كما تورط مسؤولون من المفوضية الأوروبية لاحقًا في التستر على الانتهاكات.

### أنظمة الدعم من قبل المجتمعات المحلية والمنظمات غير الحكومية
هناك عدد من أنظمة الدعم التي تساعد على اندماج اللاجئين وطالبي اللجوء في بلدهم المضيف. تعمل مفوضية الأمم المتحدة لشؤون اللاجئين، بالتعاون مع الشركاء، على تقديم مجموعة واسعة من الدعم والمساعدة في أوروبا للاجئين وطالبي اللجوء. وتشمل هذه الجهود المساعدات الإنسانية والنقدية، وتوفير السكن والدعم لتحسين ظروف الاستقبال، والوقاية من العنف الجنسي والعنف القائم على النوع الاجتماعي والاستجابة له، ورصد الحماية والتدخلات، والمشاركة مع مجتمعات اللاجئين لتعزيز مشاركتهم وإشراكهم في أصواتهم في الاستجابة، وتحديد الأشخاص ذوي الاحتياجات الخاصة ودعمهم، بما في ذلك الأطفال المنفصلون وغير المصحوبين بذويهم، والإحالة إلى الخدمات المناسبة. توفر منظمة صوت اللاجئين الشباب في أوروبا  شبكة دعم وتعليم للاجئين الشباب. يصل العديد من اللاجئين إلى أوروبا بمجموعة كبيرة ومتنوعة من المهارات والخبرات والتخصصات التي يمكن أن تقدم مساهمات ملموسة للقوى العاملة في الاتحاد الأوروبي. في المملكة المتحدة، تقدم منظمة مجلس اللاجئين الدعم والمشورة للاجئين وطالبي اللجوء. تم إنشاء شراكة بناء الجسور في المملكة المتحدة لدعم المتخصصين الصحيين اللاجئين لإعادة تأهيلهم في المملكة المتحدة. وتشمل المنظمات الأخرى منظمة التحولات، وهي مؤسسة اجتماعية تقدم المشورة وتساعد اللاجئين في العثور على أماكن عمل اعتمادًا على مؤهلاتهم ومهاراتهم.
وكانت هناك أيضًا العديد من المنظمات الإنسانية وغير الحكومية، معظمها من سلوفينيا وكرواتيا والنمسا، تساعد المهاجرين على الحدود.

## ما بعد ذلك

### نظام اللجوء الأوروبي المشترك
في عام 2016، بدأت المفوضية الأوروبية بإصلاح نظام اللجوء الأوروبي المشترك الذي تم تصميمه في البداية لإنشاء نظام لجوء موحد للاتحاد الأوروبي. في محاولة لإنشاء تدابير من أجل مسارات آمنة ومنظمة للهجرة القانونية إلى أوروبا، أنشأت المفوضية الأوروبية خمسة مكونات تهدف إلى تلبية الحد الأدنى من معايير اللجوء.
في 13 يوليو/تموز 2016، قدمت المفوضية الأوروبية مقترحاتها لاستكمال إصلاح نظام. سعى الإصلاح إلى إنشاء سياسة عادلة لطالبي اللجوء مع توفير نظام جديد بسيط ومختصر. في نهاية المطاف، حاول مقترح الإصلاح إنشاء نظام قادر على التعامل مع الأوقات العادية والمتأثرة بالضغوط المهاجرة.

### تشديد قوانين اللجوء
في عام 2016، بدأت السويد بإصدار تصاريح إقامة مدتها ثلاث سنوات للاجئين المعترف بهم. وكان اللاجئون قد حصلوا في السابق على الإقامة الدائمة تلقائيًا. في يناير/كانون الثاني 2016، أقرت الدنمارك قانونا يسمح للشرطة بمصادرة الأشياء الثمينة مثل المجوهرات والأموال من اللاجئين. اعتبارًا من أوائل عام 2019، نفذت الشرطة فقط حكم مصادرة الأموال النقدية.

### دمج اللاجئين
ورغم أن الأرقام المتعلقة باللاجئين على وجه التحديد لا تتوافر في كثير من الأحيان، فإنهم يميلون إلى البطالة بشكل غير متناسب مقارنة بالسكان المحليين، وخاصة في السنوات التي تلي إعادة توطينهم مباشرة. أظهرت بيانات منظمة التعاون الاقتصادي والتنمية التي تقارن معدلات توظيف المولودين محليًا مقارنة بالمقيمين المولودين في الخارج اختلافات كبيرة بين البلدان.[بحاجة لمصدر] وفقًا لمقال نُشر عام 2016، استغرق الأمر من المولودين في الخارج ما معدله 20 عامًا «لللحاق» الكامل بالسكان المحليين. وفي جميع البلدان (باستثناء إيطاليا والبرتغال) كانت معدلات التوظيف لدى المهاجرين أقل مقارنة بالسكان المحليين، ولكن هناك فروقاً كبيرة فيما يتصل بكل من البلدان المضيفة وبلدان المنشأ. على سبيل المثال، في هولندا والدنمرك والسويد وألمانيا، كانت الفجوة أكبر من تلك الموجودة في المملكة المتحدة وإيطاليا والبرتغال.

### طالبي اللجوء المرفوضين
وقد عاد عدد العائدين إلى ما كان عليه في حوالي الثلث. وفي بعض البلدان التي استقبلت أعدادًا كبيرة من طالبي اللجوء، أدى هذا إلى عدم حصول الأشخاص على حقوق الإقامة القانونية، مما أثار المخاوف بشأن الفقر المؤسسي وإنشاء مجتمعات موازية. لقد نشأ التوتر بين الاتحاد الأوروبي والدول القومية. في أعقاب أزمة اللاجئين عام 2015، أصدرت بعض الدول الأعضاء تشريعات لتسريع عمليات الترحيل. ومع ذلك، بدأ الاتحاد الأوروبي يهدد بحجب مساعدات التنمية أو فرض قيود على التأشيرات على البلدان التي ترفض استقبال مواطنيها.[بحاجة لمصدر]
ولأسباب مختلفة، انتهى الأمر ببعض طالبي اللجوء المرفوضين إلى السماح لهم بالبقاء. وتسمح بعض البلدان، مثل ألمانيا والسويد، لطالبي اللجوء المرفوضين بالتقدم بطلبات للحصول على تأشيرات أخرى معينة (على سبيل المثال، لمواصلة التدريب المهني إذا حصلوا على تدريب مهني).

## للقراءة الإضافية
A EUROPEAN AGENDA ON MIGRATION، المفوضية الأوروبية، 14 مايو 2015، مؤرشف من الأصل في 2024-11-30، اطلع عليه بتاريخ 2023-04-26